# Friedrich Horschelt
Friedrich Horschelt   (Múnic, 22 de novembre de 1824 - Múnic, 27 de juliol de 1881) va ser un retratista alemany.

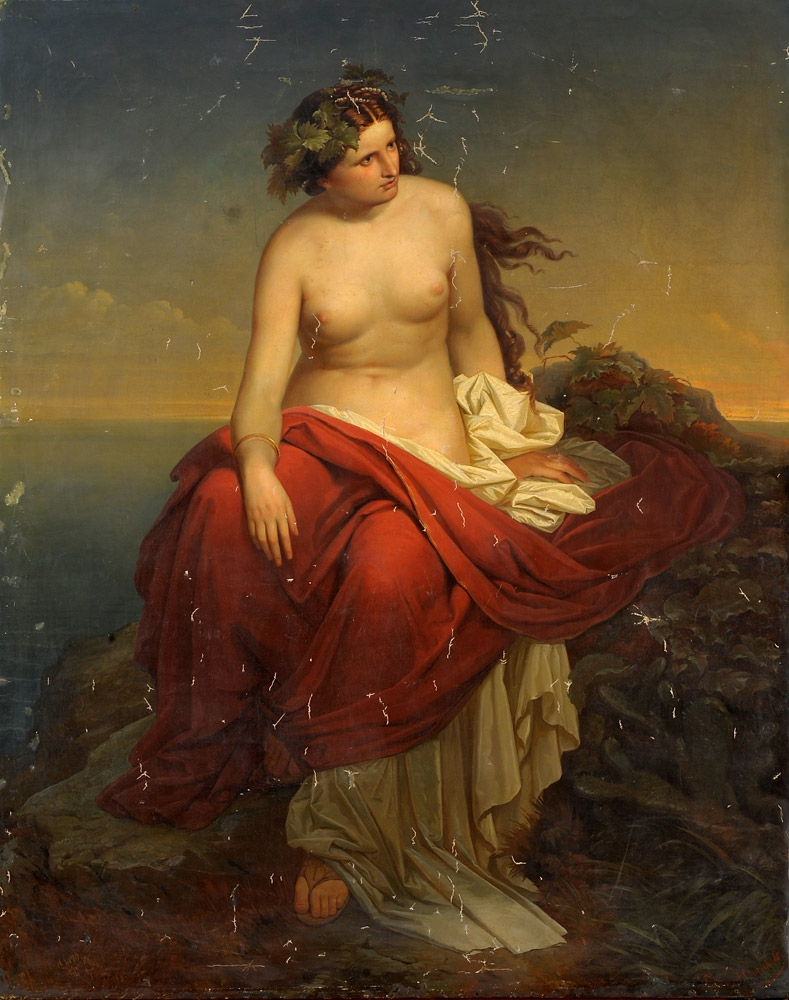
Ariadna a Naxos

Va néixer del mestre de ballet, Friedrich Horschelt, i de la seva dona, la ballarina Barbara (Babette) Eckner (1804–1889), que havia estat solista al ballet de Munic.
Les seves primeres lliçons de dibuix van ser amb el pintor d'història Michael Echter. Després de 1841, va ser estudiant a l'Acadèmia de Belles Arts de Munic. A partir de 1847, va estudiar amb Charles Gleyre a París i va fer la seva primera exposició al Saló de París el 1848.
Després va tornar a Munic, on va treballar com a retratista. El 1854, va anar a Viena, amb una carta de recomanació de l'antic rei de Baviera, Lluís I. Més tard, va treballar a Pest. Va tornar a Munic el 1863.
El pintor de batalles, Theodor Horschelt, era el seu germà petit.